# Eclipta megapotamica
Eclipta megapotamica là một loài thực vật có hoa trong họ Cúc. Loài này được (Spreng.) Sch.Bip. ex S.F.Blake mô tả khoa học đầu tiên năm 1930.